# Ренессанс Страхование
Ренессанс страхование (ПАО «Группа Ренессанс Страхование») — крупная универсальная российская страховая компания, в 2024 году заняла 14-е место  в рэнкинге по сборам страховых премий. Относится к категории системообразующих российских страховых компаний.

Полное наименование — Публичное акционерное общество «Группа Ренессанс страхование». Штаб-квартира — в Москве.
Уставной капитал компании на середину 2023 года — 5,8 млрд рублей, а активы -  204,2 млрд рублей.
Лидер рынка прямого страхования в России в 2010-11 годах.

## История
1994 — создание НПФ «Ренессанс Жизнь и Пенсии»;
1997 — создание страховой компании «Ренессанс страхование»;
1998 — создание собственной медицинской компании «Медкорп»;
1998 — создание международной группы «Спутник»;
1999 — начало интернет-продаж страховых полисов ;
2004 — создание совместно с «Европейским банком реконструкции и развития» компании по страхованию жизни «Ренессанс Жизнь»;
2005 — покупка страховой компании «Прогресс-Нева», одного из ведущих игроков страхового рынка Северо-Запада России;
2006 — переход Бориса Йордана на должность президента компании;
2007 — присвоение рейтинга А++ (исключительно высокий уровень надежности) рейтингового агентства Эксперт РА, увеличение уставного капитала до 2,2 млрд руб.;
2008 — вхождение в топ-10 крупнейших страховщиков России по сборам, запуск продаж через колл-центр и интернет;
2010-2011 — компания — лидер рынка прямого страхования в России (по данным журнала «Финанс.»);
2013 — продажа НПФ «Ренессанс Жизнь и Пенсии»;
2017 — создание объединенной страховой группы с НПФ «Благосостояние» и Baring Vostok, увеличение уставного капитала до 4,4 млрд рублей.  В  страховую группу, работающую под брендом «Ренессанс страхование», вошли «Ренессанс страхование» (имущественное страхование),   «Ренессанс жизнь» (страхование жизни), «Интач страхование» (автомобильное страхование), «Благосостояние» (НПФ), «Благосостояние ОС» , «Благосостояние эмэнси» (НПФ), «Спутник» (управляющая компания) и «Медкорп» (медицинская компания). Контролирующим владельцем осталась группа «Спутник».
2020 — АО «Группа Ренессанс Страхование» заняло 11 место среди российских страховых компаний по величине взносов, собрав 36,3 млрд рублей.
2021 — объявлено о намерении привлечь около 21 млрд руб. через IPO и о проведении листинга на Московской бирже. Меняется состав акционеров, НПФ «Ренессанс пенсии» продан НПФ Сбербанка. В октябре организационно-правовая форма изменена с АО (акционерное общество) на ПАО (публичное акционерное общество). 21 октября компания проводит IPO на Московской бирже по цене 120 рублей за акцию и привлекает около $250 млн. (около 8,5 млрд рублей). Рыночная капитализация компании «Ренессанс страхование» составила 66,8 млрд рублей, она стала первой публичной компанией из страхового сектора на российском фондовом рынке.В июне 2021 АО «НПФ «Ренессанс пенсии» выбыло из группы - 100% его акций приобрело «АО «НПФ Сбербанка».
2023 — куплена страховая компания «Райффайзен Лайф», ранее принадлежавшая австрийской страховой группе Uniqa (75%) и Райффайзенбанку (25%). В июле 2023 года была закрыта крупная сделка по аренде офисных площадей в бизнес-центре «Крылатские Холмы», ранее занимавшихся Microsoft.   
2024 — в октябре завершился процесс передачи в «Ренессанс страхование» страхового портфеля страховой компании «ВСК-Линия жизни» объёмом 12 млрд.руб. .  
Летом 2024 года в составе группы был создан НПФ «Ренессанс накопления», планирующий привлечь 1 миллион клиентов и нарастить активы до 100 миллиардов рублей в течение пяти лет. Его генеральным директором был назначен Владислав Гусев, ранее работавший в СК «Ренессанс жизни», которая владеет 100% компании.

## Деятельность
«Группа Ренессанс страхование» имеет лицензии на более чем 60 видов страхования, в том числе добровольное медицинское страхование, автомобильное страхование (каско и ОСАГО), страхование выезжающих за рубеж, страхование имущества и различных видов ответственности (в том числе, для владельцев опасных объектов и для туроператоров), а также страхование грузов и строительно-монтажных рисков.
Региональная сеть «Ренессанс страхование» насчитывает 35 филиала в крупнейших региональных центрах России и несколько десятков дополнительных офисов. Кроме того, во всех регионах РФ работают онлайн-агенты, число которых превышает 3,2 тыс. 

### Рейтинги
Рейтинговое агентство «Эксперт РА» в 2017 году  присвоило страховой компании «Группа Ренессанс страхование» рейтинг «ruА» («высокий уровень надежности»), прогноз по рейтингу - «позитивный» (впервые рейтинг А++ был присвоен компании в 2002 году). В 2018 году рейтинг был повышен до ruAA-, в 2021 - до ruAA и ежегодно подтверждается на этом уровне (2022-2024).
То же агентство в 2021 году присвоило ООО «Холдинг Ренессанс Страхование» (холдинговой компании и главному акционеру группы)  рейтинговую оценку ruBBB+. В 2022 году рейтинг был понижен до ruBBB-, в 2025 — до ruBB+.

## Филиалы компании
Владимир, Волгоград, Екатеринбург,  Казань, Краснодар, Красноярск, Набережные Челны, Нижний Новгород, Новосибирск, Омск, Пермь, Ростов-на-Дону, Самара, Санкт-Петербург, Саранск, Саратов, Тула, Тюмень, Челябинск, Ярославль (на февраль 2025).

## Финансовые показатели
| Год  | Страховые премии, млн.руб | Страховые выплаты, млн.руб | Активы, млн.руб | Чистая прибыль, млн.руб |
| ---- | ------------------------- | -------------------------- | --------------- | ----------------------- |
| 2021 | 104 257                   | 39 068                     | 178 729         | 3 591                   |
| 2020 | 35 973                    | 18 111                     | 163 674         | 4 680                   |
| 2019 | 34 838                    | 18 474                     | 131 658         | 4 147                   |
| 2018 | 30 246                    | 15 770                     | 105 801         | 3 778                   |
| 2017 | 25 630                    | 12 960                     | 85 559          | 1 373                   |
| 2016 | 22 961                    | 12 157                     | 28 456          | 498                     |
| 2015 | 20 808                    | 13 032                     | 27 168          | 2 777                   |
| 2014 | 19 461                    | 13 796                     | 27 490          | 185                     |

## Награды и премии
Деятельность компании «Группа Ренессанс страхование» отмечена многими призами и наградами:
- 2000 - премия «Бренд Года — 2000» (категория «Вывод бренда на рынок») [48]
- 2005 - премия ADCR Awards,  (номинация «Корпоративный фирменный стиль», серебро)[49]
- 2010 - премия «За развитие online страхования» Эксперт РА[50]
- 2012 - премия «Инновации в маркетинге» Эксперт РА[51]
- 2013 - премия «Лидер рынка direct insurance среди универсальных страховщиков», Эксперт РА[52]
- 2014 - премия «За высокий уровень управления операционными рисками» «Эксперт РА»
- 2017 - премия журнала «Финансовая сфера» «Технологическое решение в страховании»
- 2017 - премия журнала Legal Insight«За эффективную судебно-претензионную работу»
- 2019 - премия Banki.ru «Страховая компания года»[53]
- 2021 - премия FINAWARD'21 за блокчейн-проект по страхованию грузов[54].

## Участие в ассоциациях, союзах, страховых пулах
- Всероссийский союз страховщиков (ВСС);
- Российский союз автостраховщиков (РСА)[55];
- Российский союз туриндустрии;
- Национальный союз страховщиков ответственности (НССО)[56];
- Российский антитеррористический страховой пул[57].